# Herbinghen
Herbinghen és un municipi francès, situat al departament del Pas de Calais i a la regió dels Alts de França. L'any 1999 tenia 319 habitants.

## Situació
Herbinghen es troba al nord del departament del Pas de Calais, a prop d'Hocquingen i Licques.

## Administració
Herbinghen es troba al cantó de Guînes, que al seu torn forma part del districte de Calais. L'alcalde de la ciutat és Hubert Gest (2001-2008).